# Koniak

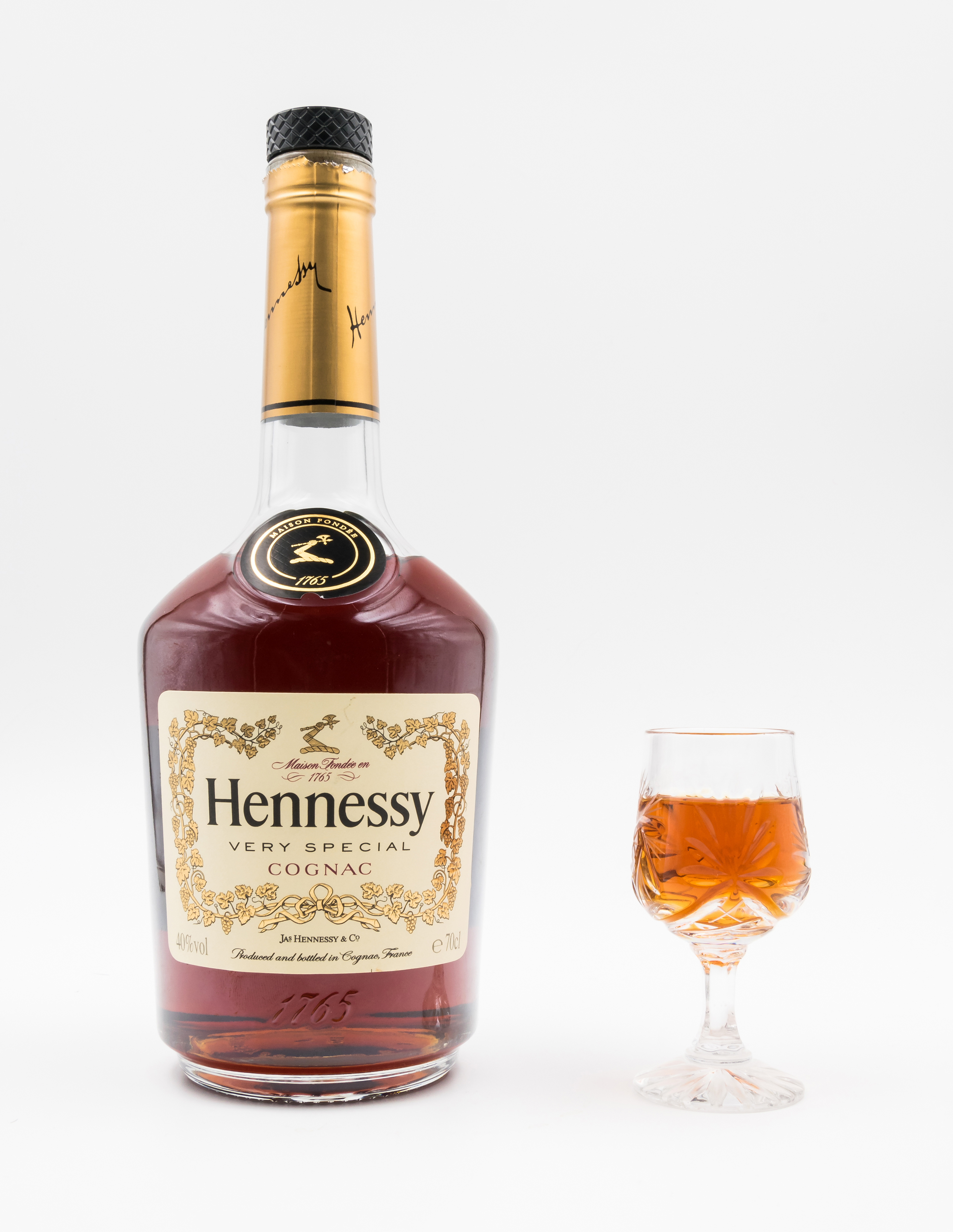
Koniak Hennessy V.S.

Koniak (od fr. Cognac – miejscowość we Francji) – 
rodzaj napoju alkoholowego typu winiak, zawierającego ok. 40% alkoholu i wytwarzanego w okolicach Cognac w departamencie Charente we Francji. 
Na obszarze Unii Europejskiej nazwa cognac zastrzeżona jest wyłącznie dla produktów tego pochodzenia.

## Historia
Po raz pierwszy nazwy „koniak” użyto w 1617 roku, a niedługo potem powstała pierwsza gorzelnia, która produkowała mocniejszy alkohol zwany palonym winem (fr. vin brûle, ang. brandy). Alkohol wytwarzany w okolicach miasteczka Cognac nazwano później eau-de-vie du Cognac (fr.eau-de-vie – dosłownie „woda życia”). Proces został wzbogacony także drugą destylacją. Jego technologia wytwarzania pozostała praktycznie niezmienna 300 lat.

## Produkcja

Podział regionu Cognac na rejony odmian produkcyjnych

Produkcja dzieli się na cztery etapy:
- zbiór winogron i fermentacja moszczu
- destylacja
- dojrzewanie
- kupażowanie

### Zbiór
W produkcji koniaku używa się wyłącznie trzech określonych odmian białych winogron, głównie jednak jest to odmiana ugni blanc (znana też jako trebbiano). Zbiory przypadają na październik i trwają zawsze jak najkrócej. Następnie owoce poddawane są zgnieceniu w młynkach lub prasach dla uzyskania moszczu, przelewanego do zbiorników, w których dochodzi do fermentacji.

### Destylacja
Po tygodniu uzyskane wino poddawane jest destylacji, której wynikiem jest 28-procentowy alkohol zwany brouillis. Jest on następnie poddawany kolejnej destylacji, z której uzyskuje się 70% eau-de-vie. Z ok. 8 litrów wina uzyskuje się 1 litr eau-de-vie. Dodatkowo przepisy nakładają na wytwórców obowiązek ukończenia destylacji przed ostatnim dniem marca, gdyż wiosna (a przez to wyższa temperatura) mogą negatywnie wpłynąć na jakość wina. Aparatami do destylacji są alembiki – miedziane kotły ogrzewane ogniem.

### Dojrzewanie

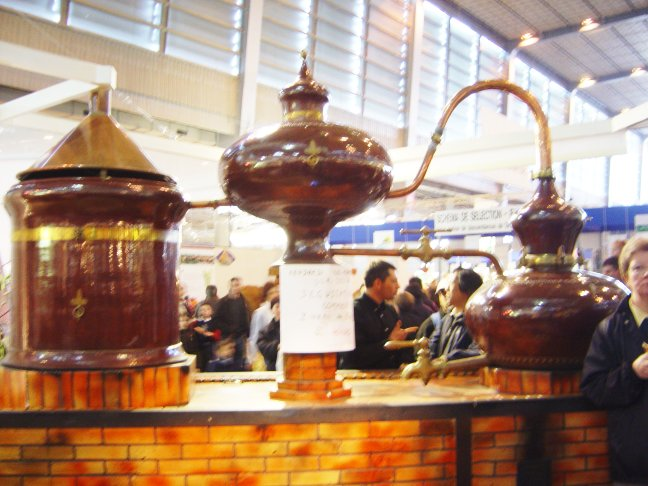
Aparat do destylacji koniaku

Kolejnym etapem jest dojrzewanie. Do produkcji beczek dopuszcza się tylko jeden lub dwa gatunki dębu, i to z jednego regionu. Poza tym drewno dębowe musi też spełniać inne warunki: mieć 100 lat, być zdrowe i proste; cięte jest ono na kloce wysokości beczki, rąbane na kawałki i suszone przez kilka lat. Beczki wytwarza się i naprawia ręcznie, narzędziami przekazywanymi z pokolenia na pokolenie.

### Kupażowanie
Ostatnim etapem jest mieszanie, gdyż „woda życia” z jednej beczki nie jest jeszcze koniakiem. O zestawieniu decyduje szef piwnicy (fr. maître de chai) – miesza on poszczególne eau-de-vie, używając do tego celu wyłącznie powonienia, tak by w efekcie powstał koniak odpowiadający określonemu wzorcowi.

## Oznaczenia wieku
W zależności od długości leżakowania koniaki oznaczane są:
- umownymi skrótami:
  - V.S. (Very Special) lub *** – leżakujące w dębowych beczkach co najmniej dwa lata
  - V.S.O.P. (Very Superior Old Pale) lub Réserve – co najmniej cztery lata leżakowania
  - Napoléon – co najmniej sześcioletnie
  - X.O. (Extra Old) lub Vieille Réserve – co najmniej dziesięcioletnie (przed 2016 r. co najmniej sześcioletnie)
- rocznikiem (vintage) – data podana na butelce oznacza rok zabeczkowania najmłodszego destylatu.

## Wybrane marki
- Gautier
- Braastad
- Brillet
- Camus
- Courvoisier
- Delamain
- De Luze
- Eniseli Bagrationi
- Francet
- Fussigny
- Gaston de Casteljac
- Grönstedts
- Guerbé
- Hennessy
- Hine
- Jaques Delorme
- Kelt
- Larsen
- Louis Royer
- Maxime Trijol
- Martell
- Meukow
- Pierre Ferrand
- Napoleon
- Noy
- Otard
- Paul Giraud
- Prince Hubert de Polignac
- Rémy Martin